# Otta (ort)
Otta är en tätort och stad som utgör centralort i Sels kommun i Innlandet fylke i Norge. Orten ligger vid sammanflödet av Gudbrandsdalslågen och Otta. Europaväg 6 går genom orten. Järnvägslinjen Dovrebanan går också genom orten och stannar vid Otta station. Orten har en befolkning (1 januari 2022) på 2288 invånare.
Slaget vid Kringen mellan norska och skotska soldater ägde rum vid Otta 1612.

## Skola och kyrka
De tre första nivåerna av norsk utbildning omfattas av grund- och gymnasieskolor samt gymnasiet Otta fortsättningsskola. Otta har även en regionmedicinsk klinik. Otta är en av få tätorter i Norge som inte har kyrkan mitt i byn. Sels kyrka ligger cirka 4 kilometer norr om stadens centrum, strax utanför själva staden.

## Läge
Otta ligger cirka 110 kilometer norr om Lillehammer och sträcker sig över dalbottnen, där Ottadalen förgrenar sig från Gudbrandsdalens huvuddal. Floden Otta får den största delen av sitt vatten från glaciärer. Den har ett avvattningsområde på 
4 000 kvadratkilometer i en mycket torr region och allt vatten rinner ut i floden Gudbrandsdalslågen vid staden Otta. Nordost om orten ligger Rondane, och detta område blev en del av Rondane nationalpark 1962, som den första nationalparken i Norge. Nationalparken har flera berg som når en höjd av över 2 000 meter.

## Transport
Otta ligger ungefär halvvägs mellan storstäderna Oslo och Trondheim längs Europaväg 6. Den norska riksvägen börjar vid Otta och går västerut genom Ottadalen och över bergen till Stryn, längs Nordfjord, och dess ändpunkt är i staden Måløy på Norges västkust. Otta är också en viktig länk på järnvägslinjen Dovrebanen, eftersom Otta station är den enda stationen i dalen där alla passagerartåg stannar.

## Bilder

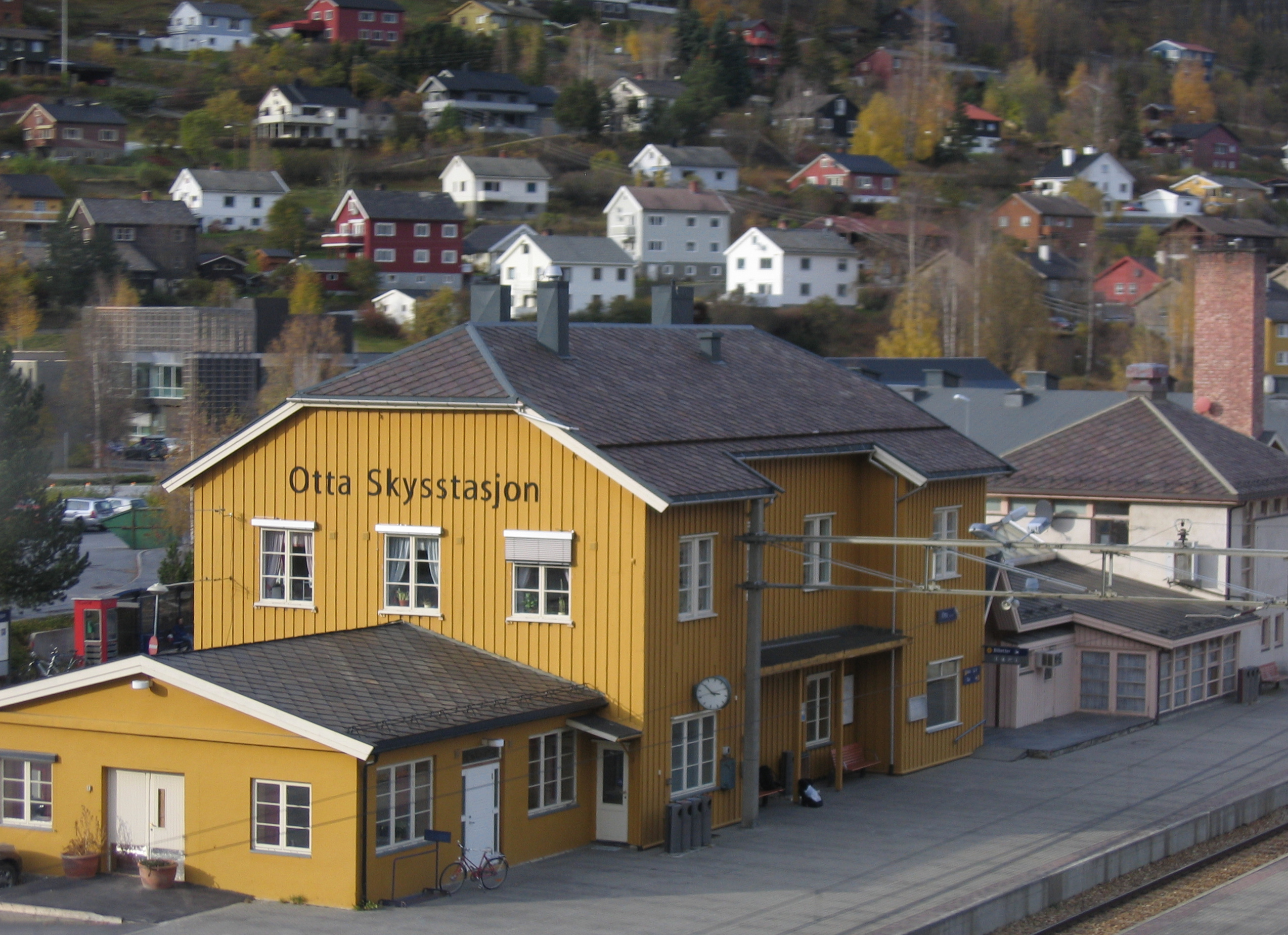
Otta station.
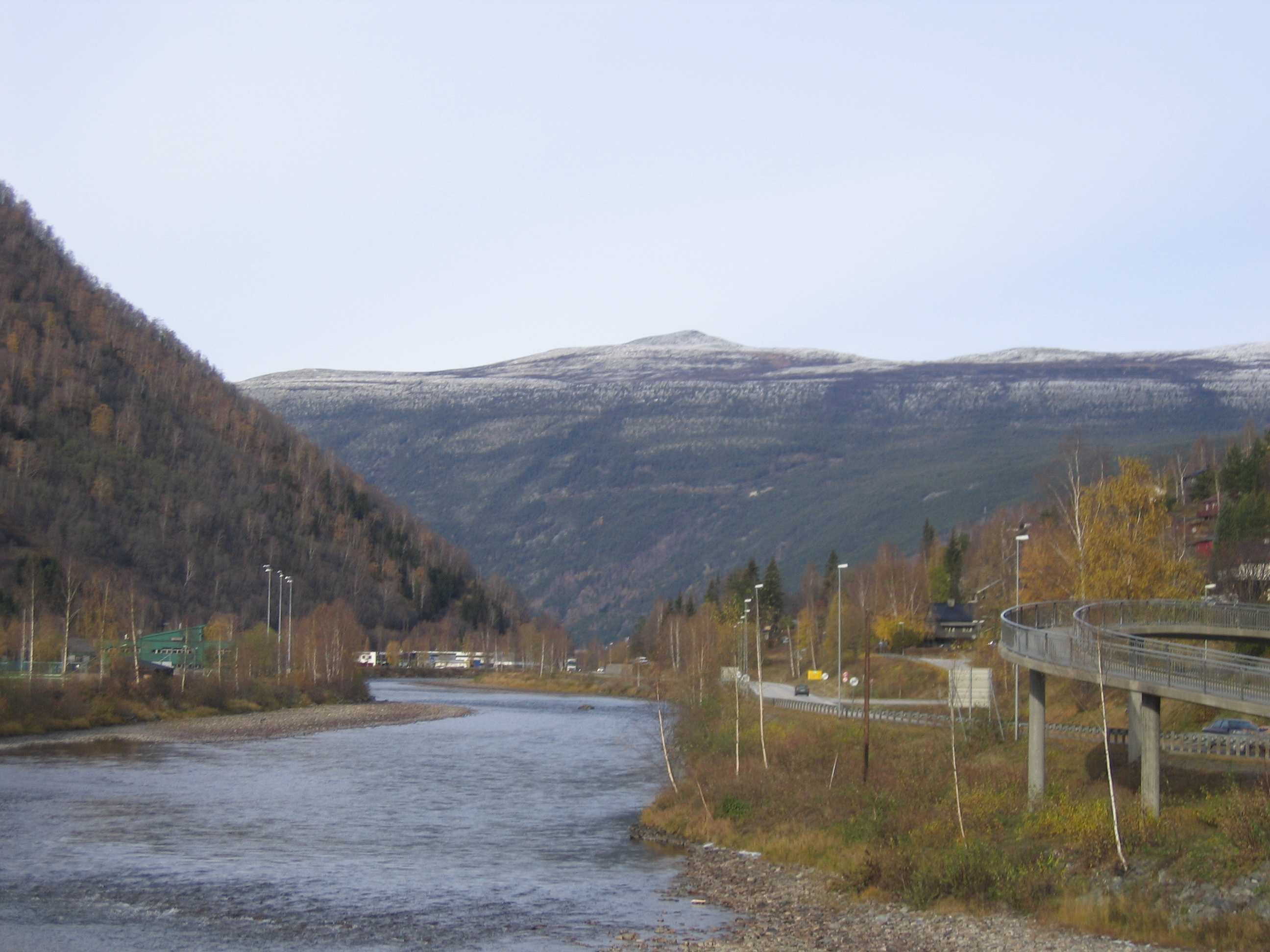
Gudbrandsdalslågen vid Otta.
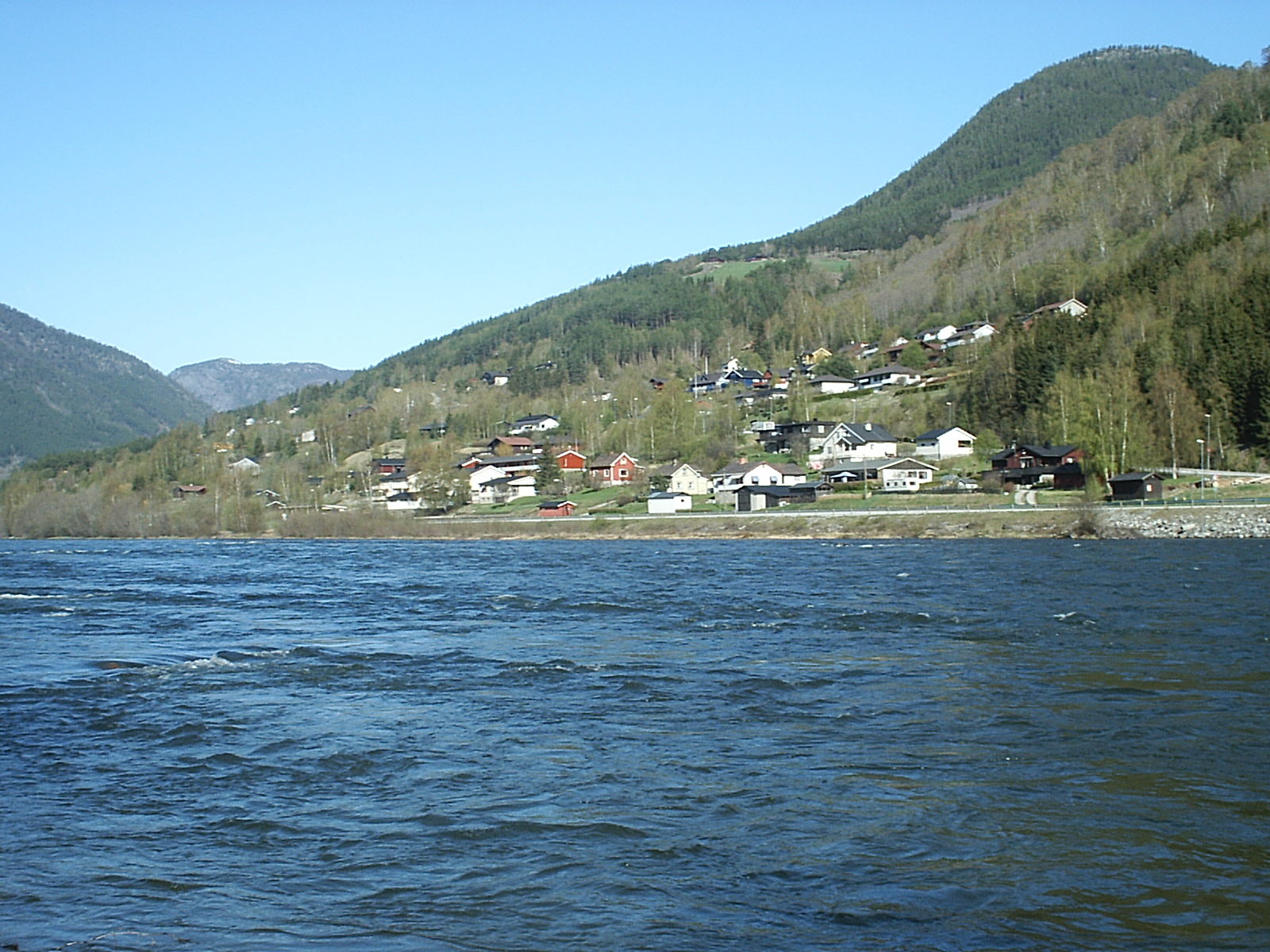
Dale, en del av Otta, med Ottaälven i förgrunden.
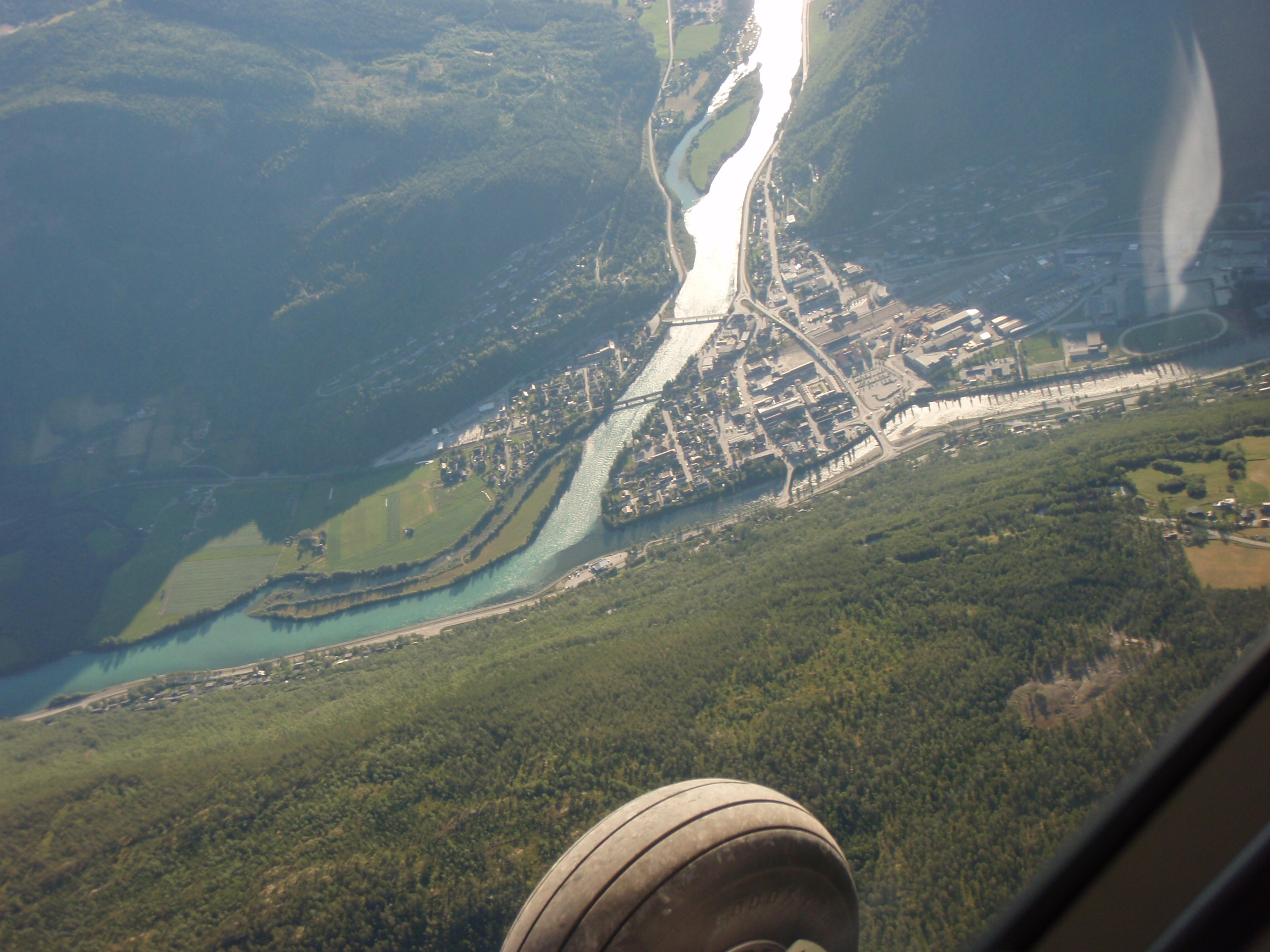
Flygfoto av Otta i kvällssol.
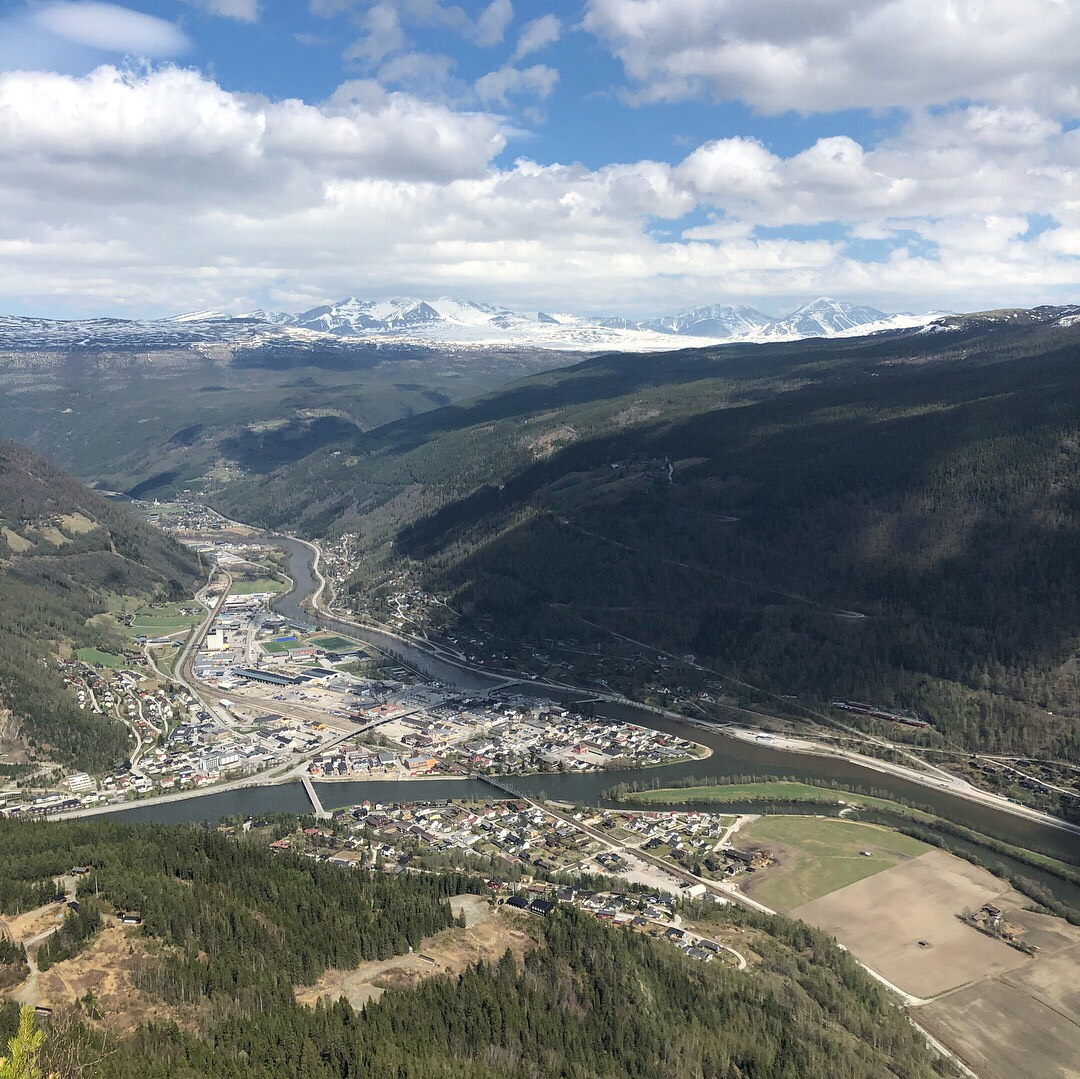
Staden Otta sedd från Pillarguritoppen. I bakgrunden ses Rondane.
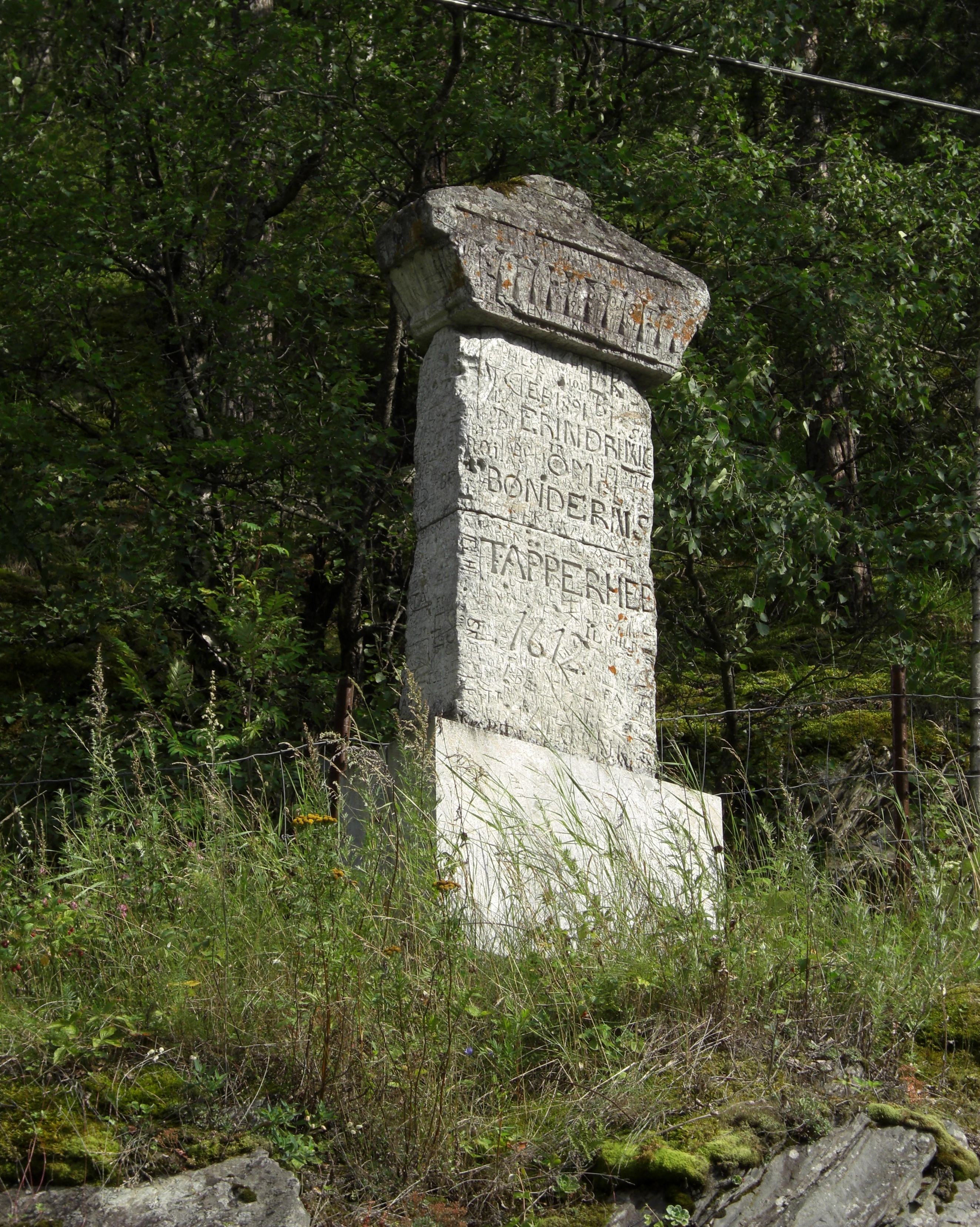
Sinclairmonumentet vid Kringen restes 1912, till 300-årsminnet av slaget.
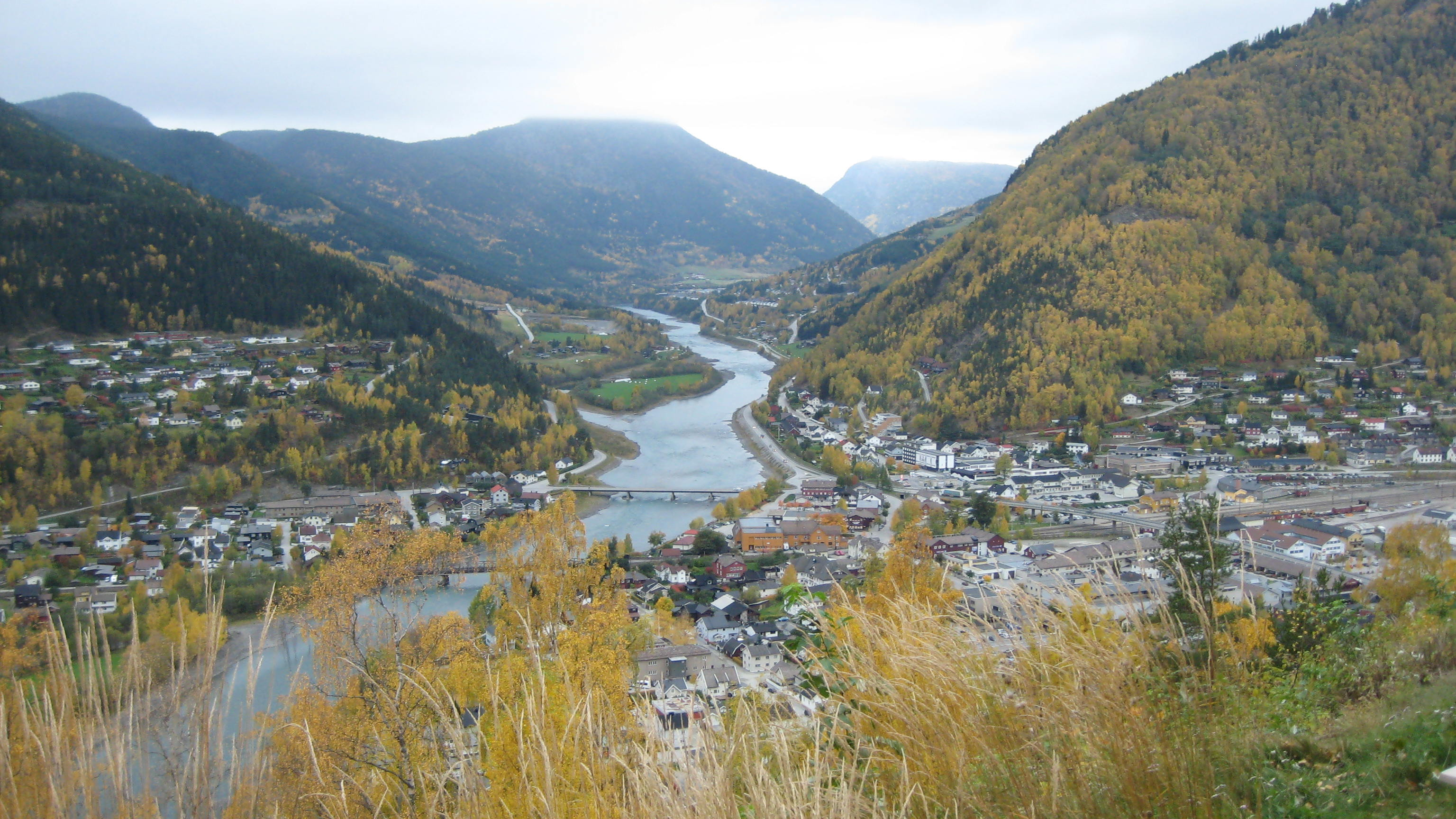
Samhället Otta med Ottaälven.